# اتحادیه ماتورشپور
اتحادیه ماتورشپور (به لاتین: Mathureshpur Union) یک منطقهٔ مسکونی در بنگلادش است که در Kaliganj Upazila, Satkhira District واقع شده‌است.